# 델타 버크
델타 버크(Delta Burke, 1956년 7월 30일 ~ )는 미국의 배우이다.

## 출연 작품
- 산타 없는 해 (2006)
- 고잉 포 브로크 (2003)
- 헨젤과 그레텔 (2002)
- 왓 위민 원트 (2000)
- 살인 청부 (1997)
- 인스팅트 (1996)
- 터치드 바이 언 엔젤 (1994)
- 사랑의 유람선 (1977)